# Hans-Jürgen Gerhardt
Hans-Jürgen Gerhardt (Altenburg, 5 settembre 1954) è un bobbista tedesco.

## Biografia
Ai XIII Giochi olimpici invernali(edizione disputatasi nel 1980 a Lake Placid, Stati Uniti d'America) vinse la medaglia d'oro nel Bob a quattro con i connazionali Meinhard Nehmer, Bogdan Musiol e Bernhard Lehmann, partecipando per la nazionale tedesca (Germania Est), superando quella svizzera e l'altra tedesca.
Il tempo totalizzato fu di 3:59,92 con un distacco di poco più di un secondo rispetto alle altre classificate 4:00,87 e 4:00,97 i loro tempi. Vinse anche un argento nel bob a due nella stessa edizione.
Inoltre ai campionati mondiali vinse numerose medaglie:
- nel 1977, oro nel bob a quattro con Meinhard Nehmer, Raimund Bethge e Bernhard Germeshausen.[3]
- nel 1978, bronzo nel bob a quattro con Meinhard Nehmer, Bernhard Germeshausen e Raimund Bethge
- nel 1979, argento nel bob a quattro con Meinhard Nehmer, Bernhard Germeshausen e Detlef Richter.
- nel 1981, oro nel bob a quattro con Henry Gerlach, Michael Trübner e Bernhard Germeshausen, oro nel bob a due.